# Luminosa
Luminosa foi uma bizantina do século VI, ativo durante o reinado do imperador Maurício (r. 582–592). Era esposa de Zemarco e viveu em Centocelas (atual Civitavecchia). Em carta do papa Gregório I, foi estilizada mulher honesta (honesta femina). Com a morte do marido, a comitiva que ele estava ocupando foi transferida a ela, pelo palatino Teodoro, para ser conduzida por ela ou seu nomeado até o fim da atual indicção (provavelmente agosto de 591). O papa Gregório escreveu em 590 ao bispo Domicino de Centocelas para solicitar que protegesse-a de qualquer assédio.